# L'ignoranza
L'ignoranza è un romanzo dello scrittore di origine ceca Milan Kundera, pubblicato per la prima volta nel 2001.

## Trama
Un uomo e una donna si incontrano per caso mentre tornano al loro paese natale, che hanno abbandonato vent’anni prima scegliendo la via dell’esilio. Riusciranno a riannodare i fili di una strana storia d’amore, appena iniziata e subito inghiottita dalla storia? Il fatto è che dopo una così lunga assenza «i loro ricordi non si somigliano». La nostra memoria è flebile: viviamo sprofondati in un immenso oblio, e ci rifiutiamo di saperlo. Solo coloro che, come Ulisse, tornano dopo vent’anni a Itaca possono contemplare, attoniti e abbagliati, la dea dell’ignoranza.

## Edizioni
- Milan Kundera, L'ignoranza, traduzione di Giorgio Pinotti, collana gli Adelphi, Adelphi, 2001,  p. 184, ISBN 88-459-1795-9.
- Milan Kundera; L'ignoranza, legge Rita Faraoni, Centro Internazionale del Libro Parlato, Feltre 2020